# Альфред Бернхард Лау
Альфред Бернхард Лау (нім. Alfred Bernhard Lau; 5 серпня 1928, Золінген, Німеччина — 27 лютого 2007, Фортин-де-Лас-Флорес, Мексика) — мексиканський ботанік німецького походження, місіонер, експерт з мексиканських кактусів.

## Біографія

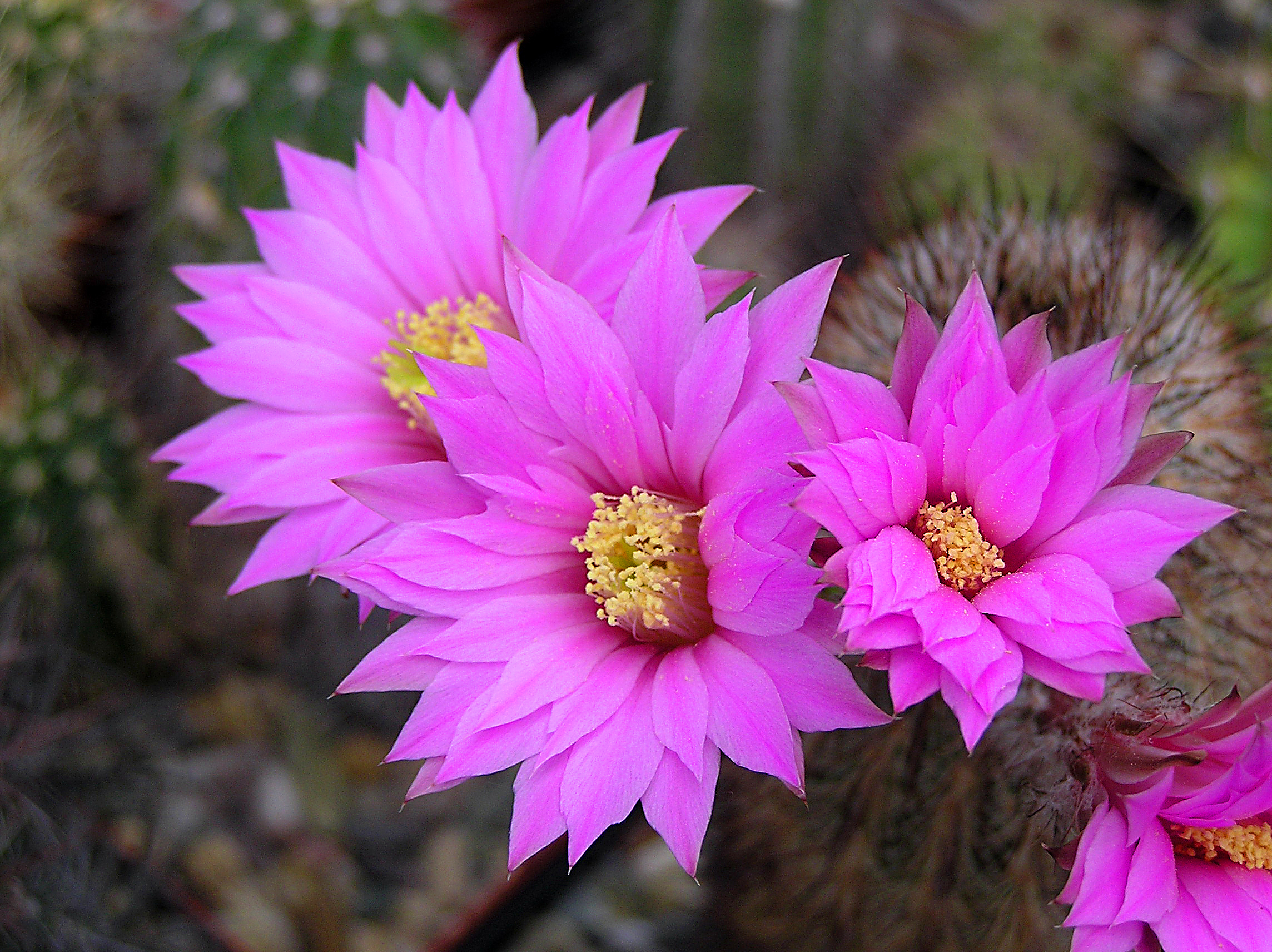
Echinocereus laui,
названий на честь А. Лау

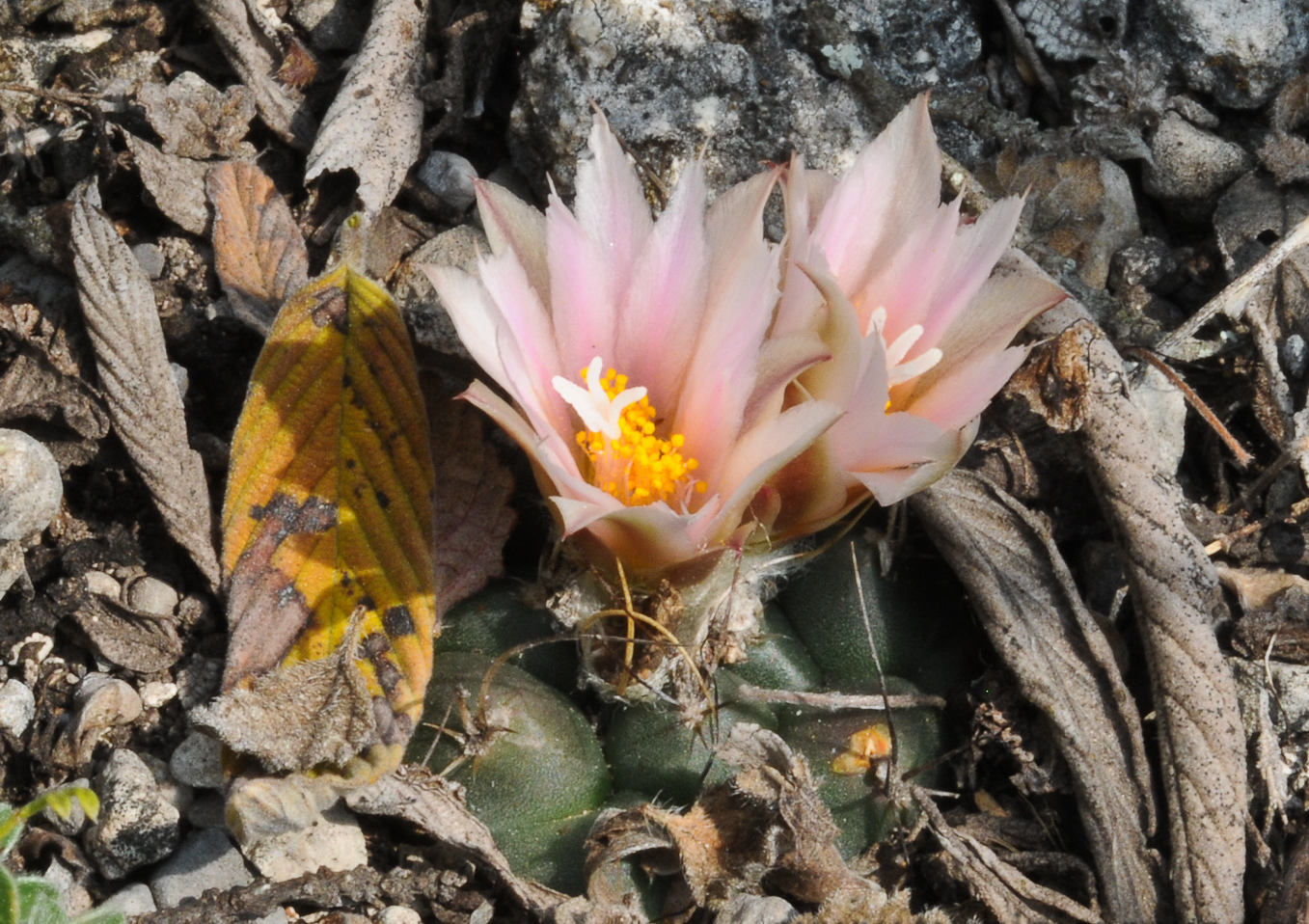
Turbinicarpus laui,
названий на честь А. Лау

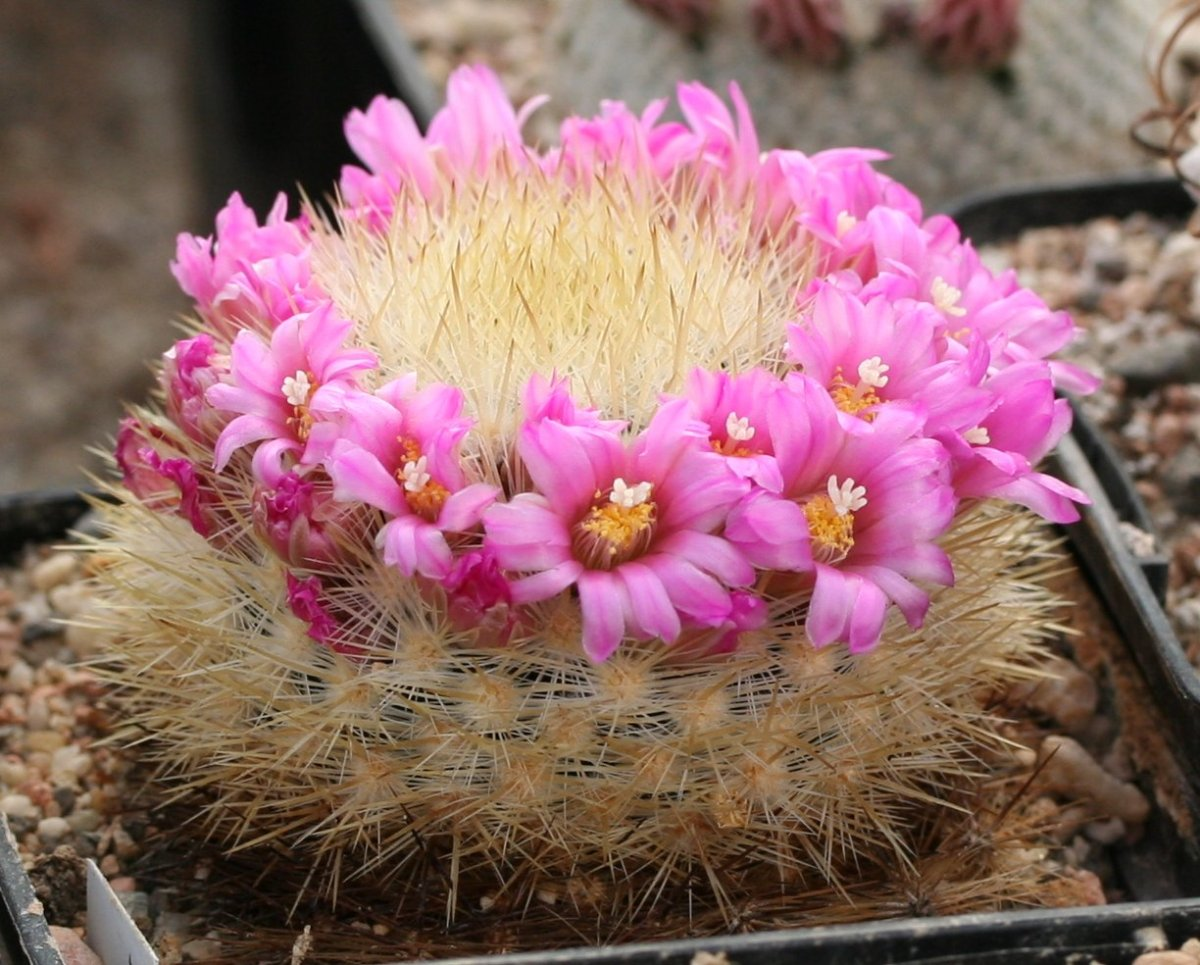
Mammillaria laui ssp subducta,
названа на честь А. Лау

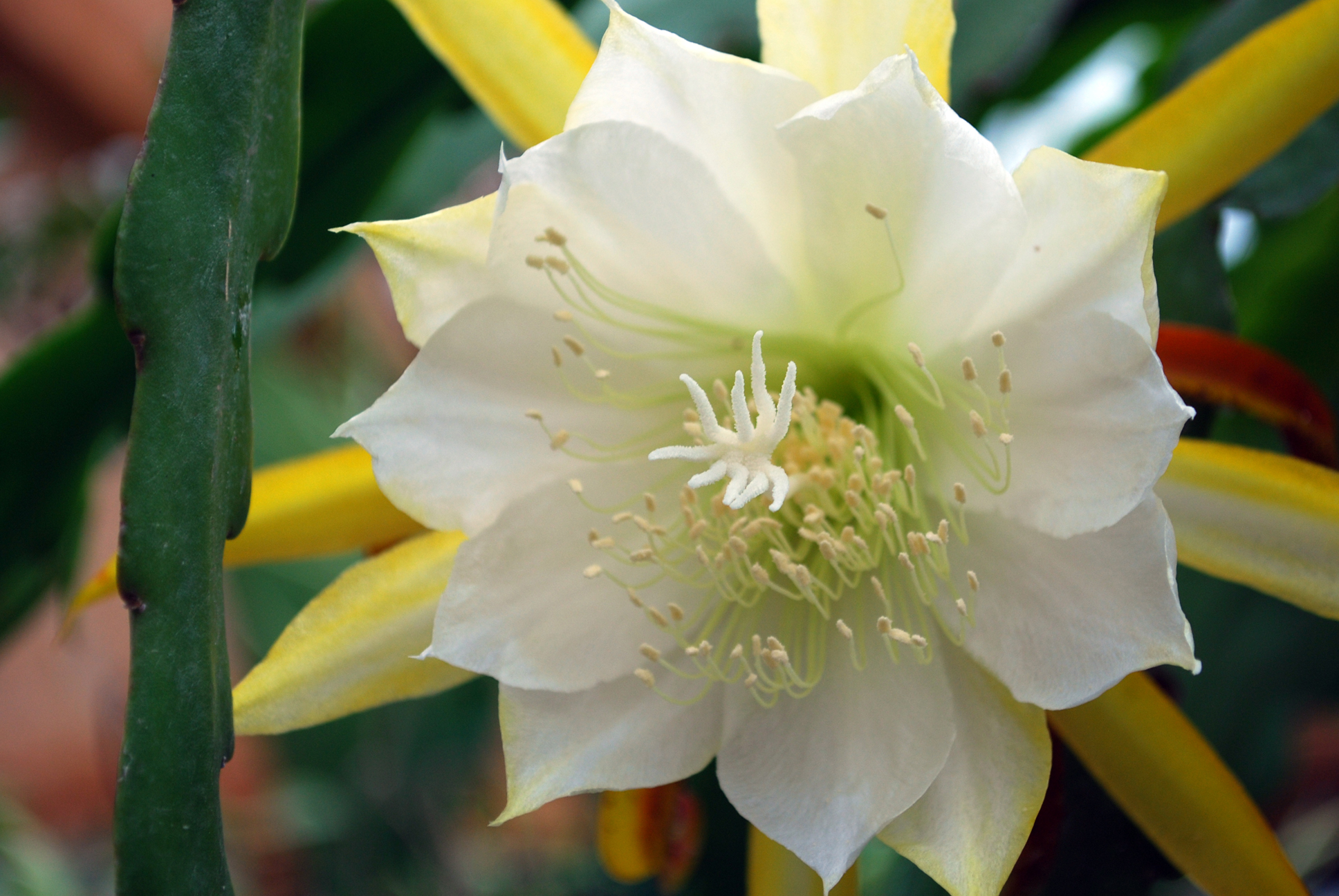
Epiphyllum laui,
названий на честь А. Лау

Альфред Лау народився 5 серпня 1928 року в місті Золінгені і закінчив школу в Німеччині. Під час Другої світової війни на короткий час був залучений в загони Гітлерюгенд. Після війни опинився у Великій Британії і став студентом духовного коледжу в Мейденхеді, а пізніше продовжив свою освіту в Академії теології штату Іллінойс у США. У 1957 році переселився в місто Кордова, в штаті Веракрус. Релігійні переконання Альіреда Лау визначили його подальше життя, і він вибрав роль місіонера, у 1967 році поселившись у невеликому містечку Фортин-де-Лас-Флорес на півдні Мексики. Тут майже на голому місці, через кілька років був організований притулок для сиріт і бездомних дітей з вимираючих індіанських племен.
Держава лише частково спонсорувало витрати притулку, тому основним джерелом доходу для його утримання став з часом продаж рослин і насіння. На посаді «мисливця за кактусами» Альфред Лау організував і здійснив більше 50 експедицій в різні райони Центральної і Південної Америки (1968—1971 рр., 1971-1972 рр., багато разів з 1980 по 1999 роки).
Експедиції Лау іноді проходили в настільки важкодоступних місцях, що могли коштувати йому життя, враховуючи повну відсутність зв'язку. Але дослідник продовжував подорожувати і привозив з поїздок, поки це було можливим, велику кількість природного матеріалу, частина якого осідала в колекції притулку. Незабаром ця колекція стала однією з найбільших не тільки в Мексиці, але і в порівнянні з європейськими. Діти вчилися, росли і поверталися в рідні місця зрілими фахівцями, лікували, учили грамоті своїх одноплемінників.
Альфред Лау не дожив до свого 80-річчя двох років, померши від серцевого нападу 26 лютого 2007.

## Творчість
Альфред Лау був одним з найвідоміших колекціонерів сукулентних рослин у всьому світі, автором популярних статей про місця та умови їх зростання в різних районах Америки, який відкрив і описав десятки нових видів.
Його статті публікувалися в журналах Великої Британії, Німеччини, Бельгії, Голландії, Мальти, Чехії, Мексики і США.
У 1973 році А. Лау був прийнятий в Міжнародну організацію з вивчення сукулентних рослин (IOS). У 1992 році в Німеччині вийшла перша частина його польових номерів, присвоєних мексиканським кактусам. У 1994 році була опублікована і друга частина, узагальнюючи результати його поїздок по країнах Південної Америки.

## Родина
У 1955 році в США Альфред Лау одружився з Енні Сімерс. У них було семеро дітей.

## Визнання
На честь Альфреда Лау названі види:
- Mammillaria laui
- Copiapoa laui
- Coryphantha laui
- Echinocereus laui
- Echinomastus laui
- Epiphyllum laui
- Eriosyce laui
- Lobivia laui
- Melocactus laui
- Parodia laui
- Parodia salmonea var. lau-multicostata
- Rebutia laui
- Sulcorebutia breviflora var. laui
- Sulcorebutia vizcarrae var. laui
- Turbinicarpus laui
- Echeveria laui

На честь його дружини Енні Лау (англ. Anni Lau) названа Mammillaria anniana.